# Tumacacori-Carmen
Tumacacori-Carmen es un lugar designado por el censo ubicado en el condado de Santa Cruz en el estado estadounidense de Arizona. En el Censo de 2010 tenía una población de 393 habitantes y una densidad poblacional de 77,18 personas por km².

## Historia
En sus inmediaciones se fundó por el padre jesuita Eusebio Francisco Kino en 1691 la misión de San José de Tumacácori. En 1822 pasó a formar parte del Primer Imperio mexicano. Fue vendida a los EE. UU. en 1854, parte del Territorio Confederado de Arizona fue saqueada por los apaches (que ya la habían atacado en 1848) en agosto de 1861.

## Geografía
Tumacacori-Carmen se encuentra ubicado en las coordenadas 31°34′15″N 111°2′52″O / 31.57083, -111.04778. Según la Oficina del Censo de los Estados Unidos, Tumacacori-Carmen tiene una superficie total de 5.09 km², de la cual 5.09 km² corresponden a tierra firme y 0.01 km² (0.1 %) es agua.

## Demografía
Según el censo de 2010, había 393 personas residiendo en Tumacacori-Carmen. La densidad de población era de 77,18 hab./km². De los 393 habitantes, Tumacacori-Carmen estaba compuesto por el 71.76 % blancos, el 0.76 % eran afroamericanos, el 2.29 % eran amerindios, el 0.25 % eran asiáticos, el 0 % eran isleños del Pacífico, el 23.16 % eran de otras razas y el 1.78 % pertenecían a dos o más razas. Del total de la población el 52.67 % eran hispanos o latinos de cualquier raza.